# Перелік ударів по житловій забудові під час російського вторгнення (вересень 2024)
Удари по житловій забудові України під час російсько-української війни — воєнний злочин, скоєний російськими військовими під час повномасштабного військового вторгнення в Україну.
У переліку подано інформацію про удари по житловій та громадській забудові, а також обстріли відкритої території у яких відомо про цивільні втрати. Подано інформацію про атаки протягом вересня 2024 року, яка була опублікована у відкритих джерелах.

## Загальна інформація
Згідно моніторингової місії ООН з прав людини в Україні відомо про 215 загиблих цивільних українців протягом вересня 2024 року.

### Руйнування населених пунктів прилеглих до лінії зіткнення
У населених пунктах які знаходяться біля лінії бойового зіткнення, постійно відбуваються обстріли житлової та іншої цивільної забудови (у тому числі медичних установ, навчальних закладів, комерційної забудови). Впродовж вересня 2024 року, обстріли відбувалися вздовж прикордонних громад Чернігівщини, Сумщини, та Харківщини, а також громад Запорізької, Дніпропетровської, Херсонської та Миколаївської областей із використанням ракет, безпілотників, мінометів, артилерії, реактивних систем залпового вогню, вогнем бронетехніки та стрілецької зброї.
Упродовж вересня 2024 року російська армія завдала понад 3,5 тисячі обстрілів по території Сумської, Чернігівської та Харківської областей.
Вздовж державного кордону:
- У Чернігівській області — Корюківська, Новгород-Сіверська, Семенівська, Сновська громади.
- У Сумській області — Білопільська, Великописарівська, Глухівська, Краснопільська, Миропільська, Новослобідська, Путивльська, Хотінська, Юнаківська громади.
- У Харківській області — Вільхуватська, Вовчанська, Дворічанська, Дергачівська, Золочівська, Липецька громади

Між тимчасово окупованою територією:
- У Харківській області — Борівська, Дворічанська, Ізюмська, Кіндрашівська, Куп'янська, Курилівська, Оскільська, Петропавлівська громади
- У Луганській області — Красноріченська, Лисичанська громади
- У Донецькій області — Званівська, Сіверська громади
- У Запорізькій області —
- У Херсонській області —
- У Миколаївській області —

## Перелік атак
Червоним кольором позначені атаки у яких відомо про загибель людей.
| дата і місце | дата і місце                             | тип зброї            | подробиці атаки, жертви (загиблі/поранені)                                     | подробиці атаки, жертви (загиблі/поранені) |
| ------------ | ---------------------------------------- | -------------------- | ------------------------------------------------------------------------------ | ------------------------------------------ |
| 01/09        | Сумська обл., Верхня Сироватка           | Іскандер-М           | ураження фермерської техніки яку видали за військову колону                    | 1/4                                        |
| 01/09        | Донецька обл., Курахове                  | РСЗВ                 | ураження приватного сектору та житлових багатоповерхівок                       | 4/11                                       |
| 01/09        | Суми                                     | ракетний удар        | атака центру соціально-психологічної реабілітації дітей, дитбудинка та житлу   | 0/18                                       |
| 01/09        | Харків                                   | Іскандер-М           | атаковані багатоповерхові житлові будинки, дитячі майданчики, палац спорту     | 0/45                                       |
| 01/09        | Харківська обл., Слатине                 | артобстріл           | ураження приватних житлових будинків                                           | 0/6                                        |
| 01/09        | Харківська обл., Куп'янськ               | артобстріл           | пошкоджено господарчі споруди та багатоквартирні житлові будинки               | 0/2                                        |
| 01/09        | Дніпропетровська обл.                    | артобстріл           | пошкоджено будинки, газогін і лінія електропередач                             | 0/2                                        |
| 02/09        | Харківська обл., Куп'янськ               | артобстріл           | обстріл житлового кварталу та влучання у приватний житловий будинок            | 1/0                                        |
| 02/09        | Запорізька обл.                          | ракетний удар        | відомо про ракетний обстріл житлових будинків міста                            | 2/6                                        |
| 02/09        | Дніпро                                   | ракетний удар        | пошкоджено житлові будинки                                                     | 1/6                                        |
| 02/09        | Донецька обл.                            | —                    | пошкоджені оселі                                                               | 2/12                                       |
| 02/09        | Херсонська обл., Кіндійка                | артобстріл           | відомо про артилерійський обстріл житлової забудови села                       | 1/2                                        |
| 02/09        | Харків                                   | KN-23                | удар по садовому товариству в Індустріальному районі міста                     | —                                          |
| 02/09        | Харків                                   | авіабомбовий удар    | ударом керованої авіабомби пошкоджені будинки, теплотраса, заклад освіти       | 0/13                                       |
| 02/09        | Херсон                                   | артобстріл           | відомо про обстріл житлових кварталів Дніпровського району міста               | —                                          |
| 02/09        | Дніпропетровська обл., Нікополь          | артобстріл, БпЛА     | пошкоджено дві приватні оселі, 5 дачних будинків                               | 0/4                                        |
| 03/09        | Полтава                                  | ракетний удар        | пошкоджені навчальний заклад, лікарня, житлові будинки                         | 59/328                                     |
| 03/09        | Херсонська обл., Кізомис                 | артобстріл           | обстріл житлової забудови населеного пункту                                    | 1/0                                        |
| 03/09        | Херсон                                   | артобстріл           | удар по житловому будинку                                                      | 0/1                                        |
| 03/09        | Херсонська обл., Антонівка               | БпЛА                 | зафіксовані удари по житловій забудові                                         | 0/1                                        |
| 03/09        | Суми                                     | авіабомбовий удар    | завдано авіаційного удару по будівлі одного з університетів міста              | 0/1                                        |
| 03/09        | Дніпропетровська обл., Нікополь          | артобстріл, БпЛА     | внаслідок атак пошкоджено щонайменше 7 осель                                   | 0/1                                        |
| 04/09        | Львів                                    | ракетний удар        | влучання у житлові будинки, пошкодження навчальних закладів та медустанов      | 7/11                                       |
| 04/09        | Донецька обл., Курахове                  | —                    | пряме влучання в багатоквартирний житловий будинок                             | 1/0                                        |
| 04/09        | Донецька обл., Костянтинівка             | авіаудар, артобстріл | пошкоджені 24 оселі                                                            | 1/8                                        |
| 04/09        | Дніпропетровська обл., Кривий Ріг        | ракетний удар        | влучання у готель та пошкодження житлових багатоповерхівок                     | 0/5                                        |
| 04/09        | Сумська обл., Ямпіль                     | авіаудар             | пошкоджено приватні будинки                                                    | 0/4                                        |
| 05/09        | Харківська обл., Циркуни                 | артобстріл           | російські війська 5 вересня обстріляли житловий сектор села                    | 0/2                                        |
| 05/09        | Херсон                                   | —                    | пошкоджені 2 медичні заклади                                                   | 0/2                                        |
| 06/09        | Дніпропетровська обл., Павлоград         | ракетний удар        | удар по об’єктам цивільної інфраструктури, житловій багатоповерхівці           | 1/74                                       |
| 06/09        | Сумська обл., Краснопілля                | авіаудар             | пошкоджено близько 15 приватних домоволодінь                                   | 1/6                                        |
| 06/09        | Дніпропетровська обл., Нікополь          | артобстріл, БпЛА     | пошкоджені житлові будинки, авто, ЛЕП та газопроводи                           | 0/2                                        |
| 06/09        | Харківська обл., Люботин                 | РСЗВ                 | 28 будинків і два автомобілі пошкоджено через атаку ЗС РФ                      | 0/6                                        |
| 07/09        | Донецька обл., Костянтинівка             | артобстріл           | влучання відбулись по середмістю із щільною житловою забудовою                 | 3/3                                        |
| 07/09        | Донецька обл., Миколаївка                | авіабомбовий удар    | влучання авіабомби по готелю                                                   | 2/0                                        |
| 07/09        | Херсонська обл.                          | —                    | відомо про обстріл житлової забудови із різних видів зброї                     | 1/3                                        |
| 07/09        | Дніпропетровська обл., Нікопольський р-н | артобстріл, БпЛА     | понівечені приватні будинки                                                    | 1/1                                        |
| 07/09        | Полтава                                  | ракетний удар        | відомо про влучання по цивільній інфраструктурі                                | —                                          |
| 08/09        | Суми                                     | авіаудар             | пошкоджено приватні будинки та автомобілі                                      | 2/4                                        |
| 08/09        | Харківська обл., Дергачі                 | РСЗВ                 | унаслідок ворожого удару спалахнули пожежі у приватних будинках                | 1/13                                       |
| 08/09        | Донецька обл., Черкаське                 | РСЗВ                 | влучання касетних боєприпасів на городи та житлові будинки                     | 3/0                                        |
| 08/09        | Одеська обл., Вилкове                    | Shahed 136           | атакована цивільна інфраструктура та готельно-ресторанний комплекс             | —                                          |
| 08/09        | Херсонська обл., Комишани                | —                    | відомо про обстріл житлової забудови села                                      | 0/4                                        |
| 08/09        | Херсон                                   | БпЛА                 | безпілотником було атакований цивільний автобусний транспорт із пасажирами     | 0/6                                        |
| 08/09        | Чернігівська обл.                        | авіаудар             | пошкоджено житлові будинки                                                     | 0/2                                        |
| 09/09        | Дніпропетровська обл., Нікопольський р-н | артобстріл, авіаудар | пошкоджені приватні будинки                                                    | 1/3                                        |
| 09/09        | Донецька обл.                            | артобстріл, авіаудар | загиблі та поранені від обстрілів трьох населених пунктів Донеччини 9 вересня  | 3/5                                        |
| 09/09        | Сумська обл., Сумський р-н               | авіаудар             | відомо про влучання по цивільній інфраструктурі                                | 0/2+                                       |
| 09/09        | Херсон                                   | БпЛА                 | відомо про атаку на одну з лікарень у Дніпровському районі міста               | 0/3                                        |
| 09/09        | Харківська обл.                          | авіаудар, БпЛА       | пошкоджені приватні будинки, магазини та господарські споруди                  | 0/4                                        |
| 10/09        | Черкаси                                  | Shahed 136           | пошкоджені будинки та інші об’єкти                                             | 0/2                                        |
| 10/09        | Херсон                                   | БпЛА                 | атаки цивільної інфраструктури, житла та зупинки громадського транспорту       | 0/4                                        |
| 11/09        | Донецька обл., Костянтинівка             | артобстріл           | пошкоджені чотири приватні будинки, крамниця та лінія електропередачі          | 3/5                                        |
| 11/09        | Дніпропетровська обл., Кам'янський р-н   | ракетний удар        | пошкоджені житлова забудова та цивільне підприємство                           | 1/4                                        |
| 11/09        | Донецька обл., Добропілля                | С-300                | пошкоджено житлові будинки та господарські споруди                             | 0/1                                        |
| 11/09        | Херсон                                   | артобстріл           | обстріли вулиць і житлової забудови                                            | 0/2                                        |
| 11/09        | Сумська обл., Миропілля                  | БпЛА                 | військові РФ атакували FPV-дроном автомобіль з хлібом                          | 0/1                                        |
| 12/09        | Донецька обл., Віролюбівка               | артобстріл           | завдано удару по автомобілях МКЧХ, загинуло 3 працівника МКЧХ                  | 4/8                                        |
| 12/09        | Сумська обл., Ямпіль                     | авіабомбовий удар    | знищено приватний житловий будинок авіабомбовим ударом                         | 1/0                                        |
| 12/09        | Сумська обл., Конотоп                    | Shahed 136           | пошкоджено житлові будинки, лікарню, навчальний заклад, магазин                | 1/14                                       |
| 12/09        | Харківська обл., Борова                  | артобстріл           | повторна атака під час роботи рятувальників, також атака іншому місці          | 2/7                                        |
| 12/09        | Харківська обл., Борова                  | РСЗВ                 | російський снаряд влучив у двоповерховий житловий будинок                      | 0/1                                        |
| 12/09        | Миколаївська обл., Очаків                | БпЛА                 | fpv-дрон атакував 16-річну дівчину у житловій забудові                         | 0/1                                        |
| 12/09        | Херсонська обл.                          | БпЛА, артобстріл     | атаки на житлову забудову у п'яти населених пунктах Херсонщини                 | 0/5                                        |
| 12/09        | Чорне море                               | ракетний удар        | ракетний удар по судну з пшеницею для Єгипту під прапором Сент-Кіттс і Невіс   | —                                          |
| 12/09        | Донецька обл., Курахове                  | артобстріл           | відбувся обстріл житлової багатоповерхівки                                     | —                                          |
| 13/09        | Донецька обл.                            | —                    | відомо про обстріл житлової забудови і загибель цивільних                      | 3/4                                        |
| 13/09        | Сумська обл., Ямпіль                     | авіабомбовий удар    | зазнали пошкоджень адміністративні та житлові будинки                          | 2/9                                        |
| 13/09        | Одеса                                    | Shahed 136           | атаковано щонайменше 20 будинків, АЗС, господарські споруди та автомобілі      | 0/1                                        |
| 13/09        | Дніпропетровська обл., Нікополь          | БпЛА, артобстріл     | обстріляні багатоквартирні та житлові будинки, торгові та комунальні споруди   | 0/1                                        |
| 13/09        | Запорізька обл., Мала Токмачка           | артобстріл           | обстріляні житлові будинки, поранено пенсіонерку                               | 0/1                                        |
| 14/09        | Запорізька обл., Оріхів                  | артобстріл           | зазнали руйнувань приватні будинки жителів                                     | 1/0                                        |
| 14/09        | Запорізька обл., Гуляйполе               | авіабомбовий удар    | атака КАБами по території фермерського господарства                            | 3/0                                        |
| 14/09        | Сумська обл., Ямпіль                     | —                    | внаслідок обстрілу об'єкту енергетичної інфраструктури                         | 1/7                                        |
| 14/09        | Херсон                                   | БпЛА, артобстріл     | обстріл житлових кварталів Херсону, атака дроном на цивільного                 | 1/2+                                       |
| 14/09        | Харківська обл., Піски-Радьківські       | РСЗВ                 | відомо про обстріл цивільної забудови населеного пункту                        | 1/2                                        |
| 14/09        | Одеська обл., Одеський р-н               | Іскандер-М           | пошкоджені приватний і багатоквартирні житлові будинки, господарчі споруди     | 2/1                                        |
| 14/09        | Харків                                   | авіабомбовий удар    | влучання по гаражному кооперативу                                              | —                                          |
| 14/09        | Сумська обл.                             | артобстріл           | поранено двох жителів внаслідок обстрілів житлової та іншої цивільної забудови | 0/2                                        |
| 15/09        | Харків                                   | авіабомбовий удар    | влучання авіабомби у багатоповерхівку, пошкоджено ще 12 будинків               | 1/43                                       |
| 15/09        | Харківська обл., Богодухів               | авіабомбовий удар    | влучання в район залізничного вокзалу, пошкоджене зерносховище                 | —                                          |
| 15/09        | Херсонська обл.                          | БпЛА, артобстріл     | поранені цивільні внаслідок російських атак житлової забудови Херсонщини       | 0/5                                        |
| 15/09        | Дніпропетровська обл., Нікополь          | БпЛА, артобстріл     | пошкоджено чотири багатоповерхівки, автомийка, авто                            | 0/2                                        |
| 15/09        | Миколаївська обл., Куцуруб               | БпЛА                 | атакований легковий автомобіль та мікроавтобус з цивільними                    | 0/2                                        |
| 16/09        | Харківська обл., Петропавлівка           | авіабомбовий удар    | відомо про обстріл цивільної забудови населеного пункту                        | 1/2                                        |
| 16/09        | Херсонська обл.                          | артобстріл, авіаудар | жертви серед цивільного населення внаслідок ударів по житловій забудові        | 2/3                                        |
| 17/09        | Запорізька обл., Комишуваха              | —                    | понівечені кілька приватних будинків та інфраструктурний об'єкт                | 2/5                                        |
| 17/09        | Херсон                                   | БпЛА                 | військові РФ скинули вибухівку на цивільне авто в Херсоні                      | 0/4                                        |
| 17/09        | Суми                                     | ракетний удар        | вдарила балістичною ракетою по підприємству в Сумах                            | 0/1                                        |
| 17/09        | Сумська обл., Глухів                     | авіабомбовий удар    | окупанти скинули три керовані авіабомби на цивільну інфраструктуру міста       | 0/2                                        |
| 17/09        | Харків                                   | авіабомбовий удар    | влучання по цивільній інфраструктурі та відкритій місцевості                   | 0/9                                        |
| 18/09        | Харківська обл., Глушківка               | артобстріл           | відомо про обстріл цивільної інфраструктури населеного пункту                  | 1/1                                        |
| 18/09        | Дніпропетровська обл., Марганець         | артобстріл           | пошкоджені магазини, п’ятиповерхівки, а також зайнялися два авто               | 1/2+                                       |
| 18/09        | Харків                                   | авіабомбовий удар    | авіабомбові удари керованими бомбами по цивільній інфраструктурі Харкова       | —                                          |
| 18/09        | Донецька обл.                            | артобстріл           | обстріл фермерськийх господарств і цивільної інфраструктури                    | 0/6                                        |
| 18/09        | Херсон                                   | БпЛА, артобстріл     | атаки на житлову та цивільну забудову, а також цивільний автомобіль            | 0/5                                        |
| 19/09        | Суми                                     | авіабомбовий удар    | було завдано авіабомбового удару по пансіонату для людей похилого віку         | 1/14                                       |
| 19/09        | Сумська обл., Середина-Буда              | БпЛА, артобстріл     | обстріляно медичний заклад, повторний удар на місці роботи рятувальників       | 0/2                                        |
| 19/09        | Харківська обл., Куп'янськ               | артобстріл           | відомо про трьох постраждалих цивільних від обстрілів житлової забудови        | 0/3                                        |
| 19/09        | Харків                                   | С-300, авіаудар      | удари бомбами та С-300 по цивільній інфраструктурі Харкова                     | —                                          |
| 19/09        | Херсон                                   | БпЛА, артобстріл     | постраждалі цивільні внаслідок обстрілу цивільної інфраструктури               | 0/2                                        |
| 19/09        | Дніпропетровська обл., Нікопольський р-н | БпЛА, артобстріл     | пошкоджена інфраструктура, приватні оселі та господарські споруди              | —                                          |
| 20/09        | Херсонська обл.                          | БпЛА, артобстріл     | атаки на житлову та іншу цивільну інфраструктуру у Херсоні та області          | 2/2+                                       |
| 20/09        | Харківська обл., Ківшарівка              | —                    | обстріл цивільної забудови у Слобідському та Основʼянському районах            | 2/0                                        |
| 20/09        | Харків                                   | авіабомбовий удар    | обстріл цивільної забудови населеного пункту і поранених цивільних             | 0/3                                        |
| 20/09        | Харківська обл., Івашки                  | артобстріл           | мінометний обстріл села, пошкоджено приватний будинок та автомобіль            | 0/3                                        |
| 20/09        | Дніпро                                   | ракетний удар        | ударом частково зруйновано будівлю освітнього центру та авто                   | 0/2                                        |
| 20/09        | Одеса                                    | Іскандер-М           | атака портової та цивільної інф-ри, цивільного судна під прапором Антігуа      | 0/4                                        |
| 20/09        | Донецька обл., Костянтинівка             | артобстріл           | уражено багатоквартирні будинки, торговельні споруди, адмінбудівля             | 0/5                                        |
| 21/09        | Дніпропетровська обл., Нікополь          | БпЛА                 | удар дроном цивільного авто, загинули 12-річна дівчинка та 25-річна жінка      | 2/3                                        |
| 21/09        | Дніпропетровська обл., Кривий Ріг        | ракетний удар        | атаковано житлову забудову міста та інші об'єкти                               | 3/3                                        |
| 21/09        | Херсонська обл., Берислав                | БпЛА                 | відомо про атаки безпілотниками цивільних мешканців                            | 0/2                                        |
| 21/09        | Суми                                     | авіабомбовий удар    | удар двома керованими авіабомбами по дачній забудові та промисловій зоні       | 0/1                                        |
| 21/09        | Харків                                   | авіабомбовий удар    | обстріл керованими авіабомбами житлової забудови міста                         | 0/21                                       |
| 21/09        | Харківська обл., Вербівка                | —                    | обстріл приватних житлових будинків на території населеного пункту             | —                                          |
| 22/09        | Донецька обл.                            | —                    | відомо про обстріл промислового об'єкту і загибель цивільних працівників       | 2/1                                        |
| 22/09        | Запоріжжя                                | авіабомбовий удар    | пошкоджено 13 житлових будинків, навчальні заклади, авто                       | 0/22                                       |
| 22/09        | Херсон                                   | БпЛА                 | російська армія атакувала безпілотниками цивільних мешканців                   | 0/3                                        |
| 22/09        | Донецька обл., Слов'янськ                | артобстріл           | зруйновано декілька приватних будинків                                         | 0/3                                        |
| 22/09        | Донецька обл., Краматорськ               | артобстріл           | відомо про обстріл цивільної інфраструктури і поранення цивільних              | 0/5                                        |
| 23/09        | Донецька обл., Краматорськ               | РСЗВ                 | 8 пошкоджених осель внаслідок обстрілу із реактивної артилерії                 | 1/3                                        |
| 23/09        | Запоріжжя                                | авіабомбовий удар    | влучання по об'єкту критичної інфраструктури, та житлових будинках             | 1/2                                        |
| 23/09        | Донецька обл., Шахове                    | авіабомбовий удар    | пошкоджені 24 оселі, три адмінбудівлі, соціальний заклад                       | 0/7                                        |
| 23/09        | Херсонська обл., Херсонський р-н         | БпЛА                 | атаковано автомобіль швидкої допомоги                                          | 0/2                                        |
| 23/09        | Херсон                                   | БпЛА                 | зафіксовано скид з дрону на цивільних мешканців у житловій забудові            | 0/2                                        |
| 23/09        | Сумська обл., Миропілля                  | БпЛА                 | атаковано рейсовий автобус із цивільними                                       | 0/2                                        |
| 23/09        | Дніпропетровська обл., Нікопольський р-н | артобстріл, БпЛА     | пошкоджено житлові будинки, господарські споруди, авто, інфраструктура         | 0/2                                        |
| 24/09        | Донецька обл., Костянтинівка             | авіабомбовий удар    | росіяни скинули на місто дві керовані авіабомби, постраждали цивільні об'єкти  | 1/2                                        |
| 24/09        | Харків                                   | авіабомбовий удар    | влучання по житлових багатоповерхівках та цивільній забудові                   | 4/31                                       |
| 24/09        | Сумська обл., Нова Слобода               | БпЛА                 | атака безпілотником приватного будинку та вбитий цивільний мешканець           | 1/0                                        |
| 24/09        | Херсонська обл., Берислав                | БпЛА                 | загарбники атакували людей, які перебували на вулиці                           | 1/1                                        |
| 24/09        | Харків                                   | РСЗВ                 | удар по відкритій території із 9К51М «Торнадо-Г»                               | —                                          |
| 24/09        | Полтавська обл.                          | Shahed 136           | уламки дронів пошкодили енергетичну інфраструктуру та приватні будинки         | —                                          |
| 24/09        | Запоріжжя                                | —                    | зруйновані приватні будинки внаслідок російського обстрілу                     | 0/7                                        |
| 25/09        | Донецька обл., Краматорськ               | авіабомбовий удар    | обстріл багатоповерхових будинків та інших нежитлових будівель                 | 2/15                                       |
| 25/09        | Херсонська обл.                          | артобстріл, БпЛА     | загибла та поранені внаслідок російських обстрілів Херсонщини 25 вересня       | 1/2+                                       |
| 25/09        | Херсонська обл., Милове                  | авіабомбовий удар    | окупанти вдарили двома КАБами по нефункціонуючій школі на Херсонщині           | —                                          |
| 26/09        | Донецька обл., Часів Яр                  | артобстріл           | артилерією був обстріляний квартал із житловою забудовою                       | 1/3                                        |
| 26/09        | Донецька обл., Торецьк                   | артобстріл           | вночі відбувся артобстріл міста, у тому числі обстріляно житловий квартал      | 2/2                                        |
| 26/09        | Херсонська обл., Томина Балка            | РСЗВ                 | влучання по господарській споруді, загинула місцева мешканка                   | 1/0                                        |
| 26/09        | Київ                                     | Shahed 136           | через падіння уламків загорілась багатоповерхівка                              | —                                          |
| 26/09        | Харків                                   | авіабомбовий удар    | удар КАБом по приватному житловому будинку у Київському районі Харкова         | —                                          |
| 26/09        | Херсонська обл., Херсонський р-н         | авіаудар, БпЛА       | постраждалі цивільні від російських атак по житловій забудові                  | 0/5                                        |
| 27/09        | Одеська обл., Ізмаїл                     | Shahed 136           | пошкоджені приватні та багатоквартирні будинки, нежитлові споруди, авто        | 3/11                                       |
| 27/09        | Херсонська обл., Інгулець                | авіабомбовий удар    | загарбник атакував житлову забудову                                            | 0/4                                        |
| 27/09        | Харків                                   | авіабомбовий удар    | влучання у приватний будинок                                                   | —                                          |
| 27/09        | Дніпропетровська обл., Марганець         | артобстріл           | пошкоджені 7 осель, господарські споруди, газогони                             | 0/2                                        |
| 28/09        | Суми                                     | Shahed 136           | перший удар по лікарні, другий удар ворог наніс під час евакуації хворих       | 10/12                                      |
| 28/09        | Донецька обл., Ясенове                   | артобстріл           | обстріл магазину, цивільної інфраструктури та житлових будинків                | 2/1                                        |
| 28/09        | Харківська обл., Козача Лопань           | БпЛА                 | атака дроном цивільного авто, загинув волонтер - суддя Верховного Суду         | 1/3                                        |
| 28/09        | Харківська обл., Слатине                 | авіаудар             | удар по цивільній інфраструктурі, пошкоджений заклад освіти, магазини          | 3/3                                        |
| 28/09        | Одеська обл.                             | ракетний удар        | займання та часткове руйнування бази відпочинку, згоріли легкові авто          | —                                          |
| 28/09        | Донецька обл., Добропілля                | —                    | зазнали пошкоджень багатоквартирні та приватні оселі                           | 0/7                                        |
| 28/09        | Херсонська обл.                          | БпЛА                 | протягом доби відбувалися обстріли житлової забудови                           | 0/6                                        |
| 29/09        | Дніпропетровська обл., Нікополь          | артобстріл           | пошкоджено багатоквартирний будинок                                            | 1/2                                        |
| 29/09        | Запоріжжя                                | авіабомбовий удар    | влучання десяти керованих авіабомб, пошкоджені житлові будинки                 | 0/16                                       |
| 29/09        | Херсонська обл.                          | артобстріл, БпЛА     | скинули вибухівку з дрона на цивільних                                         | 0/9                                        |
| 29/09        | Сумська обл., Хутір-Михайлівський        | БпЛА                 | російські окупанти атакували FPV-дронами залізничний вокзал                    | 0/2                                        |
| 30/09        | Донецька обл., Мирноград                 | —                    | пошкоджені два багатоквартирні будинки                                         | 1/1                                        |
| 30/09        | Харківська обл., Куп'янськ               | БпЛА                 | атака на цивільну автівку й зупинку громадського транспорту                    | 1/1                                        |
| 30/09        | Харківська обл., Івашки                  | БпЛА                 | атака дроном цивільного авто з волонтерами та місцевими мешканцями             | 0/2                                        |
| 30/09        | Херсонська обл.                          | БпЛА                 | скинули вибухівку з дрона на цивільних                                         | 0/8                                        |